# 크리스털 헌트
크리스털 헌트(영어: Crystal Hunt, 1985년 2월 5일~)는 미국의 배우이다.
클리어워터에서 태어났다.

## 출연 작품

### 영화
- 23 블래스트 (2014년)
- 시드니 화이트 (2007년) - 딩키 역
- 원 라이프 투 리브 (1968년)
- 가딩 라이트 (1952년)